# Івотка (зупинний пункт)

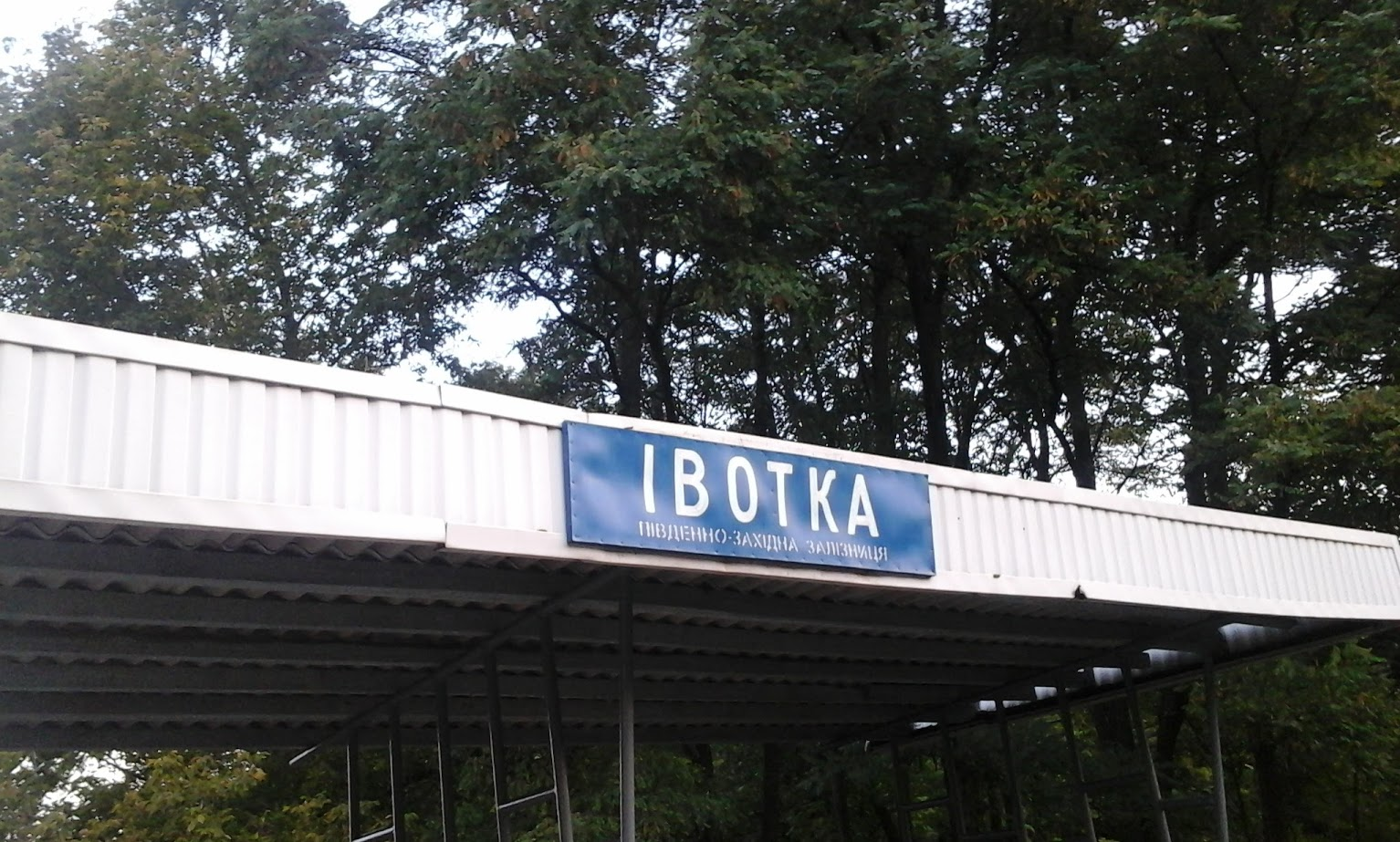
Зупинний пункт Івотка

Іво́тка — пасажирський залізничний зупинний пункт Конотопської дирекції залізничних перевезень Південно-Західної залізниці.
Розташований у смт Ямпіль Шосткинського району Сумської області на лінії Зернове — Конотоп між станціями Янпіль (5 км) та Неплюєве (5 км). Відстань від станції Київ-Пасажирський — 322 км.
Лінія, на якій розташовано платформа, відкрита 1895 року як складова залізниці Конотоп — Брянськ. Платформа виникла 1974 року.
Зупинний пункт пробували ліквідувати, але мешканці відстояли його.

## Сполучення
- регіональний поїзд Хутір-Михайлівський - Київ / Жмеринка
- приміські електропоїзди Конотоп — Хутір-Михайлівський